# Barly (Pas-de-Calais)
Barly település Franciaországban, Pas-de-Calais megyében. Lakosainak száma 203 fő (2022. január 1.). Barly Avesnes-le-Comte, Saulty, Sombrin, Bavincourt és Fosseux községekkel határos.

## Népesség
A település népességének változása:
| Lakosok száma | 452  | 464  | 471  | 435  | 324  | 277  | 251  | 225  | 221  | 203  |
|               | 1793 | 1836 | 1866 | 1891 | 1926 | 1962 | 2006 | 2011 | 2017 | 2022 |